# Vinje
Vinje è un comune norvegese della contea di Telemark.

## Storia

### Simboli
Lo stemma di Vinje è stato approvato dal consiglio comunale con delibera del 22 febbraio 1990 e concesso con decreto reale del 16 novembre dello stesso anno.
Vinje è caratterizzato da un territorio di alta montagna dove pascolano greggi di capre e il loro allevamento è stata l'attività comune anche della maggior parte dei paesi vicini nel corso dei secoli.